# الخزان (الشاهل)

تعديل مصدري - تعديل

الخزان هي إحدى قرى عزلة جانب اليمن بمديرية الشاهل التابعة لمحافظة حجة، بلغ تعداد سكانها 379 نسمة حسب تعداد اليمن لعام 2004.